# Huisartsenpost

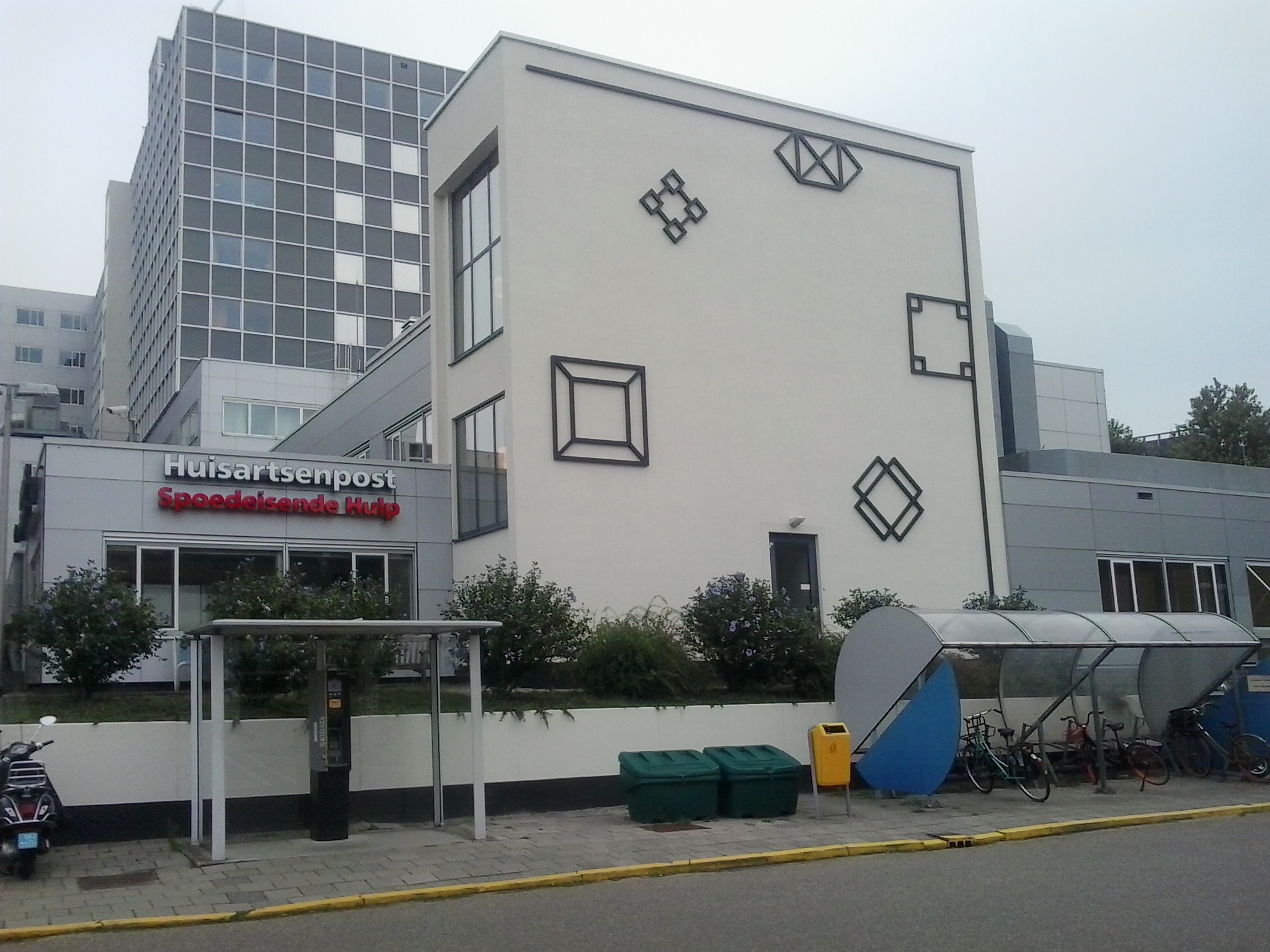
Huisartsenpost in Amsterdam-West

Een huisartsenpost (HAP) of dokterswacht is een regionaal centrum voor huisartsgeneeskundige spoedzorg buiten de normale praktijktijden.

## Geschiedenis
Vóór de oprichting van de huisartsenposten, deden huisartsen ook in de nacht dienst voor hun patiënten. Eind jaren '90 werd de overbelasting door de frequente diensten buiten kantooruren door huisartsen niet meer geaccepteerd en men zocht naar een oplossing. Die werd gevonden door grootschalige huisartsenposten op te richten. De huisartsen hebben daar meer ondersteunend personeel en betere faciliteiten dan in de vroegere situatie, waarin dienst gedaan werd vanuit het woonhuis of de eigen praktijk.

## Spoedzorg en triage
De huisartsenpost is te consulteren bij een medisch probleem dat niet kan wachten tot de eerstvolgende werkdag. Belangrijk is dat eerst de huisartsenpost wordt gebeld. Een triagist zal dan de hulpvraag beoordelen en een urgentie toekennen. Deze triage heeft tot doel dat elke hulpvraag op tijd en op maat wordt afgehandeld. Een veelgebruikte methodiek hiervoor is het Nederlandse Triage Standaard. De triagist kan onder supervisie van de huisarts zelf een advies geven, geruststellen of de hulpvraag doorgeven aan de huisarts voor een telefonisch advies, consult of visite.
Veel huisartsenposten zijn uitgerust met een speciale visite-auto, voorzien van ambulancestriping en met chauffeur. Deze dient om de arts te ondersteunen tijdens de (spoed)visites. Vaak zijn deze auto's uitgerust met apparatuur voor zuurstoftoediening, een automatische externe defibrillator en een set medicamenten en middelen waarmee eerste hulp kan worden verleend.